# Francesco Lando
Francesco Lando (Veneza, c. 1350 – Roma, 26 de dezembro de 1427) foi um cardeal vêneto da Igreja Católica, que foi Camerlengo da Santa Igreja e Arcipreste da Basílica de Santa Maria Maior.

## Biografia
De uma família ilustre, era filho de Pietro Vitale lando, il Vecchio, um patrício veneziano; o nome de sua mãe não é conhecido. No final de 1367, quando o Papa Urbano V voltou de Avinhão a Roma, ele já havia avançado em seus estudos de direito romano e obteve, por decisão do Senado de Veneza, uma carta de recomendação do Doge Marco Corner para sua visita à Cúria, certamente para obter benefícios eclesiásticos.
No verão de 1373, ele recebeu o título de bacharel em utroque iure. Em maio de 1375 ele já havia obtido a promoção solene a doutor utriusque iuris; nesta ocasião é dito dele: "qui habitat Padue in contrata Sancte Catarine"; pode-se, portanto, presumir que ele havia concluído, ou pelo menos concluído, seus estudos na Universidade de Pádua. Em 1376 prestou juramento como juiz (auditor) da Sagrada Rota Romana.
Eleito pelo Papa Gregório XII como patriarca de Grado em 1408. Em 22 de agosto de 1409, foi transferido para o Patriarcado Latino de Constantinopla, mantendo a administração da sé por treze meses após sua promoção ao cardinalato. Participou do Concílio de Pisa.
Foi criado cardeal em 6 de junho de 1411 por pelo Papa João XXIII de Avinhão, recebendo o título de cardeal-presbítero de Santa Cruz de Jerusalém.
Em junho de 1413, fugiu de Roma para Bolonha com João XXIII, diante das tropas do rei de Nápoles, Ladislau de Anjou Durazzo, e estava presente quando este pontífice, no final do mesmo ano, se reuniu em Lodi com o rei dos romanos, Sigismundo de Luxemburgo, para convocar o concílio geral planejado.
Após a eleição do Papa Martinho V, teve confirmada as dignidades e benefícios. Eleito Camerlengo do Sacro Colégio dos Cardeais em 10 de julho de 1419 e nomeado Camerlengo da Santa Igreja Romana em 19 de julho do mesmo ano, ocupou os cargos até sua morte. Passou para a ordem dos cardeais-bispos com a sé suburbicária de Sabina em 23 de dezembro de 1424; ele tinha a sé in commendam desde 7 de junho do mesmo ano. Foi nomeado Arcipreste da
Basílica de Santa Maria Maior em outubro ou novembro de 1427.
Faleceu em 26 de dezembro de 1427, em Roma. Foi enterrado em uma capela que ele havia construído na Basílica de Santa Maria Maior.

### Conclaves
- Conclave de 1417 - participou da eleição do Papa Martinho V